# عشرت باچار
عشرت باچار (به عبری: אושרת בכר‎) (زادهٔ ۱۹۷۹) یک نظامی با رده سرهنگ دوم در نیروی دفاعی اسرائیل است. او فرمانده گردان ۷۲۷ اطلاعات میدانی موسوم به گردان "عیتم" است که بخشی از فرماندهی جنوب محسوب می‌شود و در مرز غزه، اردن و در مصر فعالیت می‌کند. باچار اولین زن فرمانده گردان رزمی در اسرائیل است.

## زندگی‌نامه
او به‌عنوان دختر بزرگ‌تر خانواده‌ای با سه فرزند در پتاه تیکوا در اسرائیل به دنیا آمد و در همان‌جا بزرگ شد.
او در سال ۱۹۹۶ در ارتش اسرائیل نام‌نویسی کرد و به عنوان تیرانداز در بخش سپاه اطلاعات رزمی اسرائیل که پر ریسک‌ترین بخش برای زنان در آن زمان بود، خدمت کرد و چهار ماه پس از سربازی به درجه افسری رسید. وی در طول خدمت سربازی چندین سمت از جمله فرماندهی گروهان در یک گردان اطلاعاتی را بر عهده گرفت. او همچنین سمت‌های ریاست بخش جذب زنان در ستاد مستشاری امور زنان و افسر فرماندهی مجموعه رزمی را بر عهده داشت.
در دسامبر ۲۰۱۳، تصمیم گرفته شد که او به سمت فرماندهی گردان جمع‌آوری رزمی منصوب شود. این سمت را او رسماً در تابستان ۲۰۱۴ در جریان نبرد ۲۰۱۴ اسرائیل و غزه دریافت کرد. با انجام این کار، باچار اولین افسر زن شد که به سمت فرماندهی یک گردان رزمی در ارتش اسرائیل منصوب می‌شد. او در این سمت فرماندهی گردان جمع آوری رزمی در بخش جنوبی مثلث مرزی اسرائیل-مصر-اردن را بر عهده داشت. او به عنوان بخشی از ایفای وظایف خود، کارایی گروهان جنگنده را افزایش داد، سخت‌گیری در روندهای آموزش را افزایش داد، روند به کارگیری و استفاده از سلاح‌های جدید را رهبری کرد و شرایط خدمت زنان را مدیریت کرد.
وی در سال ۱۳۹۵ سمت خود را به عنوان مشاور عمومی به پایان رساند و سمت معاون مشاور رئیس ستاد در امور جنسیتی را برعهده گرفت. او در این سمت به مسائل برابری جنسیتی و رفتار با سربازان زن که مورد تجاوز جنسی قرار گرفته‌اند می‌پردازد و همچنین نماینده ارتش اسرائیل در مباحث مختلف در کنست در همه زمینه‌های مرتبط با مسائل جنسیتی است.
در اوت ۲۰۲۰ او از ارتش اسرائیل بازنشته شد.
او از مارس ۲۰۲۱ تا سپتامبر ۲۰۲۲ در دادسرای جنایی ناحیه مرکزی مشغول به فعالیت شد. در فوریه ۲۰۲۳، او به عنوان دادستان پلیس به پلیس اسرائیل پیوست.

## زندگی شخصی
باچار با سرگرد اوحد باچار که یک افسر در سپاه مهندسی رزمی ازدواج کرد. آنها دو دختر داشتند اما پس از مدتی از یکدیگر جدا شدند.

## تحصیلات
باچار به عنوان بخشی از خدمت سربازی خود به دانشگاه رفت و با مدرک لیسانس روان‌شناسی، جامعه‌شناسی و جرم‌شناسی و فوق لیسانس حقوق فارغ‌التحصیل شد. از سال ۲۰۱۹، او در حال تکمیل مدرک لیسانس دیگری در رشته حقوق است.
او قبل از اینکه فرماندهی یک گردان را بپذیرد، دوره‌های فرماندهی و مدیریت ستاد را گذراند.